# ليث فرعون
ليث غيث فرعون هو رجل الأعمال مهتم بالعقار. في وقت سابق من حياته المهنية، تنافس على حلبة سباق الزوارق البحرية في الخارج وF1 لعدة سنوات.   

## حياته ومسيرته
ولد ليث فرعون في 8 سبتمبر 1968 في لندن بالمملكة المتحدة ووالده هو غيث فرعون (المتوفى)  ووالدته هي هالة فرعون.

### ريادة الأعمال
فرعون هو المؤسس والرئيس التنفيذي لشركة Orca Holding، وهي شركة قابضة دولية للاستثمار مقرها في فاليتا (مالطا)، مع شركات تابعة في العديد من البلدان.    وهو عضو في مجلس إدارة National Refinery Ltd  ومصفاة أتك المحدودة.

### الألقاب والإنجازات في السباق
من عام 1995 إلى عام 2006، تنافس ليث فرعون دولياً في السباقات البحرية الأولى من الفئة 1. تم تكريمه في قاعة الأبطال الأمريكية Power Boat Association (APBA) في عام 1996. فاز في 4 سباقات من بطولة العالم F1؛ بطولة الولايات المتحدة الأمريكية (1996)؛ وألقاب أوروبية وعالمية (1997) ؛ Pole Position World Title (1998).

#### الرابطة الأمريكية لقوارب القوة APBA - الفئة الخارجية
- 1996 - المركز الأول [12]

#### بطولة العالم المستوى الأول - 16 لتر - بطولة بحرية[13]
- 1997 - المركز الأول
- 1998 - المركز الرابع
- 1999 - اعتزل

#### بطولة العالم F1[14]
- 2000 - السابع عشر
- 2001 - الخامس
- 2002 - الثاني [15]
- 2003 - الرابع
- 2004 - التاسع
- 2005 - السابع
- 2006 - الثالث والعشرون [16]